# Улица Химиков (Великий Новгород)
Улица Хи́миков — одна из улиц Великого Новгорода. Находится в западной части города.
Проходит с востока на запад от улицы Космонавтов до улицы Ломоносова. Протяжённость — 450 м.
Первые дома на ней появились в 1964 году. Была образована решением Новгорсовета от 29 апреля 1965 года в связи с развитием в городе химической промышленности. Застроена многоквартирными домами, которые строились Объединением «Азот» для своих сотрудников. 
До 2014 года на улице химиков находилось одно из старейших кафе Великого Новгорода - Ивушка. 
Из-за буйных поситителей «Ивушки», дорогу возле дома номер 15 обозвали «пьяным углом». Топоним сохранился даже после закрытия кафе.
Между улицей Ломоносова и улицей Химиков расположился маленький рынок, он находится  между домами Ломоносова № 19/19 и Химиков №17.
Частный дом №11 раньше был детским садом, но из-за спада рождаемости здание было продано и перестроено в жилой дом.
По улице выполняет рейсы автобус "35 А".